# 어도초등학교
어도초등학교는 대한민국 제주특별자치도 제주시 애월읍 봉성리에 있는 공립 초등학교이다.

## 학교 연혁
- 1940년 3월 1일 애월공립심상소학교 부설 어도간이학교 인가
- 1943년 6월 3일 어도국민학교 개교
- 1949년 1월 26일 4.3사건으로 교실 전소
- 1949년 9월 1일 재개교
- 1963년 5월 20일 어음분교장 개장
- 1969년 3월 5일 화전분교장 개장
- 1982년 3월 9일 병설유치원 개원
- 1988년 3월 1일 화전분교장 폐장
- 1996년 3월 1일 어도초등학교로 개명
- 1999년 3월 26일 어음분교장 폐장
- 2008년 12월 22일 꿈나무 도서관 개관
- 2010년 10월 30일 천연잔디운동장 조성
- 2012년 9월 30일 장애인편의시설 설치(엘리베이터 등), 보건실 현대화사업
- 2017년 2월 8일 제66회 졸업(졸업생수 2,757명)
- 2017년 3월 1일 현숙 교장 부임
- 2018년 1월 25일 제67회 졸업(졸업생 총 수 2,772명)
- 2019년 1월 25일 제68회 졸업(졸업생 총 수 2,786명)
- 2019년 3월 4일 박영효 교장선생님 부임
- 2023년 6월 3일 개교 80주년

## 참고 자료
- 어도초등학교 - 한국교육학술정보원 학교알리미